# Сабраност (будизам)
Самади (пали, санскрит: समाधि samādhi) је својство ума у медитацији, које се обично преводи као сабраност.
Израз самади дословно значи сабраност, но у контексту свих индијских система обилежава најшири појам медитације уопште. Две карактеристичне особине сабраног ума су непрекидна пажња ка неком предмету и следствено смиривање менталних функција, што га разликује од расејаног ума.
У будизму, самади је средишњи појам медитативне технике мотрења, а исправан самади (samma samadhi) је последњи корак племенитог пута, којим се постиже укидање патње.
У списима се дефинише као "сједињеност ума" (M.I,301), а понекад и "једноусмереност ума" (ekodibhāva).

## Етимологија
Санскритска реч samādhi дословно значи састављеност, сабраност, од sam (са, заједно) + ā (префикс) + dhā (ставити). Вељачић објашњава реч као sam-a-dhi, "скупа чврсто држати". Неки доводе samādhi у директну везу са речју samatha, што значи смирење. Порекло речи није до краја утврђено, а неки сматрају да ју је сковао Буда за потребе учења.
Самади се обично преводи као сабраност или концентрација. Многи указују на неадекватност превода "концентрација", јер ту реч повезујемо са фокусом, интензитетом, приморавањем ума, напетошћу, главобољом. Алтернативни преводи укључују сједињеност, прибраност, умирење, усредиштеност, неузнемиреност.
За разлику од српског језика, где се сабраност и пажња користе као синоними, у будизму термини сабраност (самади) и пажња (сати) имају прилично специфична значења и представљају различите кораке племенитог пута.

## Будино учење
Према Будином учењу, сабраност карактеришу четири темеља пажње:
Сабраност је свођење мисли на једну тачку. Четири врсте постојаности пажње су обиљежја сабраности.
Исправна сабраност је предуслов практиковања задубљења (мотрења):
А шта је то, монаси, исправна концентрација? Сасвим обузданих чула, без менталних нечистоћа, монах улази и остаје на првом ступњу задубљења: усхићење и задовољство рађају се из осаме, праћени усмереношћу мисли и истраживањем.
Затим, са смиривањем усмерености ума и истраживања, монах улази и остаје на другом ступњу задубљења, које карактеришу самопоуздање и сабраност свести, ослобођене усмерености ума и истраживања, усхићење и задовољство рођени из концентрације.
Затим, са престанком усхићења, монах остаје у спокојству, са свесношћу и јасним разумевањем, и с физичким осећајем задовољства. Он улази и остаје на трећем ступњу задубљења, о којем племенити кажу: "Задовољан и сабран, има он пријатно боравиште."

Са напуштањем задовољства и бола — као и са ранијим нестанком узнесености и неспокојства – монах улази и остаје на четвртом ступњу задубљења: чистота свесности и спокојство, ни задовољство ни бол. То је, монаси, исправна концентрација.— Буда

## Тумачења
Самади је посебна врста усредсређености. То је искључиво корисна усредсређеност на повољно стање ума, која је резултат свесног покушаја да се ум подигне на виши, прочишћенији ниво свесности. Самади, повољна концентрација, сажима заједно распршен и неуједначен ток менталних стања како би настало унутрашње сједињење. Ум који није увежбан у сабраности скаче насумично, што Буда упоређује са праћакањем рибе на сувом. Тако растројен ум је обманут ум. Савладан бригама и стрепњама, он је непрекидно жртва разних менталних нечистоћа, и види ствари само искривљено, кроз стакло насумичних мисли. Насупрот томе, ум увежбан у сабраности може остати на свом предмету без сметњи.
Будисти наводе много предности концентрације. Пошто се пажња зауставља на једном предмету одређени период, то нам обезбеђује да га боље упознамо, те он отуда има своју улогу и у постизању мудрости. Када развијемо концентрацију, можемо пажњу окренути било чему, уместо да она непрекидно скаче са једне ствари на другу. То може смањити бескорисно сањарење, забринутост и нежељене узнемирујуће мисли. У оквиру будистичке медитације, концентрација се обично развија путем вежбања сабраности на дах.
Буда је навео неколико ствари које помажу развоју сабраности. Прва је придржавање врлине. На тај начин поједностављујемо сопствени живот, смањујемо могућност кајања, не доводимо себе у неугодне ситуације и сукобе, од чега ум постаје растројен. Друга је "стражарење на вратима чула", што значи пазити да ум не буде прекомерно стимулисан (D.I,70). Треће, одржавање угодног положаја омогућиће телу да се умири. Такође, ведар ментални став ће концентрацију учинити лакше достижном. Буда је говорио: "из пријатности долази радост; кад смо радости тело се смирује; са смиреним телом постајемо срећни, а ум који је срећан постаје сабран" (D.I,74).